# HD 110335
HD 110335，又名CP-59 4393，SAO 240161、HR 4823，是一颗恒星，视星等为4.93，位于銀經301.73，銀緯3.16，其B1900.0坐标为赤經12h 36m 11.2s，赤緯-59° 3.16′ 13″。